# Simon Rolfes
Simon Rolfes (ur. 21 stycznia 1982 w Ibbenbüren) – były niemiecki piłkarz występujący na pozycji pomocnika. Przez większość kariery piłkarskiej występował w Bayerze 04 Leverkusen.

## Kariera klubowa
Rolfes treningi rozpoczął w wieku 4 lat w klubie TuS Recke. W 1999 roku trafił do juniorskiej ekipy Werderu Brema. W 2000 roku został włączony do jego rezerw, grających w Regionallidze Nord. Będąc ich graczem, w styczniu 2003 roku został wypożyczony do drugoligowego SSV Reutlingen 05. Latem 2003 roku powrócił do Werderu. Przez następny rok nadal grał w jego rezerwach. W Werderze spędził 5 lat. W tym czasie jednak nie zadebiutował w jego pierwszej drużynie.
W 2004 roku Rolfes odszedł do drugoligowej Alemannii Akwizgran. Jej barwy reprezentował przez rok. W tym czasie rozegrał tam 28 ligowych spotkań i zdobył 3 bramki. W 2005 roku zajął z klubem 6. miejsce w 2. Bundeslidze.
Latem 2005 roku przeniósł się do Bayeru 04 Leverkusen z Bundesligi. W tych rozgrywkach zadebiutował 7 sierpnia 2005 roku w wygranym 4:1 meczu z Eintrachtem Frankfurt. 21 września 2005 roku w przegranym 1:2 pojedynku z Werderem Brema strzelił pierwszego gola w Bundeslidze. W 2009 roku dotarł z zespołem do finału Pucharu Niemiec, jednak Bayer przegrał tam 0:1 z Werderem Brema.
Po sezonie 2014/15 zakończył karierę piłkarską.

## Kariera reprezentacyjna
Rolfes jest byłym reprezentantem Niemiec U-18, U-20 i U-21. W seniorskiej kadrze Niemiec zadebiutował 6 czerwca 2007 roku w wygranym 2:1 meczu eliminacji Mistrzostw Europy 2008 ze Słowacją.
W 2008 roku został powołany na Euro. Zagrał na nich w pojedynkach z Portugalią (3:2) i Turcją (3:2). Tamten turniej Niemcy zakończyli na 2. miejscu. 6 września 2008 roku w wygranym 6:0 spotkaniu eliminacji Mistrzostw Świata 2010 z Liechtensteinem Rolfes strzelił pierwszego gola w drużynie narodowej.